# Stien Baas-Kaiser
Christina Wilhelmina "Stien" Baas-Kaiser, född Kaiser den 20 maj 1938 i Delft, död 23 juni 2022 i Baarn i provinsen Utrecht, var en nederländsk skridskoåkare.
Hon blev olympisk guldmedaljör på 3 000 meter vid vinterspelen 1972 i Sapporo.